# Kaplica Matki Bożej Częstochowskiej w Sadku
Kaplica Matki Bożej Częstochowskiej w Sadku – niewielka murowana kaplica rzymskokatolicka w miejscowości Sadek, należąca do parafii Narodzenia Najświętszej Marii Panny w Jodłowniku.
Kaplica powstała w 1947 z inicjatywy ks. Franciszka Śliwy i ojca Benedykta Birosa.
Odbywają się tu nabożeństwa czerwcowe, majówki, różańcowe w październiku oraz Droga Krzyżowa w okresie Wielkiego Postu.
Odpust obchodzony jest 26 sierpnia – w święto Matki Bożej Częstochowskiej.